# Schloss-Schule Kirchberg
Die Schloss-Schule Kirchberg in Kirchberg an der Jagst ist ein staatlich anerkanntes Privatgymnasium und Internat in Baden-Württemberg. Die Privatschule liegt mit ihren neu errichteten Gebäuden oberhalb des Jagsttales auf der Windshöhe. Gegründet wurde die Schule 1914.
Als Gründungsmitglied des Internatsschulverbunds Die Internate Vereinigung (Nachfolgeorganisation der Vereinigung Deutscher Landerziehungsheime) vertritt die Schloss-Schule eine weltanschaulich offene Pädagogik, deren Grundlage die Förderung individueller Potenziale der Schüler darstellt.
Das Motto der Schloss-Schule, das sich auf die reformpädagogischen Wurzeln zurückführen lässt, lautet „leben, lernen, arbeiten“ und beschreibt den Anspruch, dass schulisches und außerschulisches Lernen eine Einheit bilden sollen.

## Geschichte

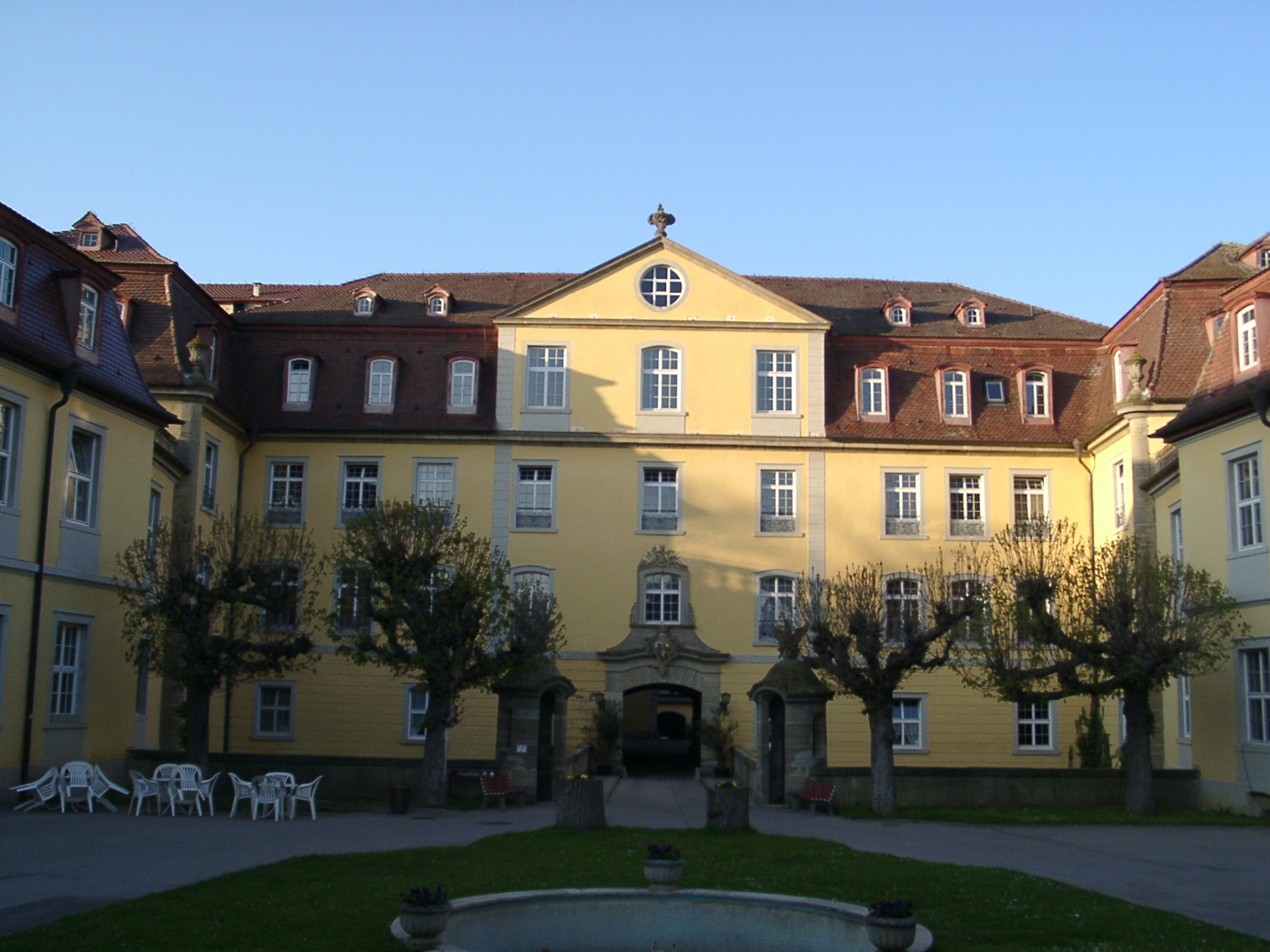
Das Kirchberger Schloss, in dem die Schule bis 1964 untergebracht war

Die Schloss-Schule Kirchberg wurde 1914 von Karl Stracke als Juniorenstufe der Reformschule Blaubeuren gegründet, 1917 von Rudolf Besser als Reformschule und Landerziehungsheim erneuert und 1926 von Adolf Zoellner und Amalie Pfündel als Württembergisches Landschulheim in der Tradition von Hermann Lietz weiterentwickelt.
Die Amalie-Pfündel-Stipendien, die die Schloss-Schule Kirchberg vergibt, sind namentlich der über 50 Jahre zunächst als Hausdame, dann als Schulleiterin arbeitenden Amalie Pfündel gewidmet. Sie war wesentlich mit daran beteiligt, dass die Schloss-Schule die nationalsozialistische Zeit überstand und unmittelbar nach dem Zweiten Weltkrieg wieder eröffnet werden konnte.
Die ersten fünf Jahrzehnte war die Schloss-Schule Kirchberg hoch über der Jagst in den vorderen Flügeln des fürstlich-hohenlohischen Schlosses von Kirchberg untergebracht.
Als die Evangelische Heimstiftung in den 1960er Jahren die gesamte Schlossanlage erwarb und als Alten- und Pflegeheim ausbaute, zog die Schloss-Schule Kirchberg unter Leitung von Amalie Pfündel und ihrem Sohn Albrecht in die neu errichteten Gebäude auf der Windshöhe, wo sie heute noch angesiedelt ist.

## Konzept
Die reformpädagogisch ausgerichtete Schloss-Schule Kirchberg will mit ihrem Konzept bei den Schülerinnen und Schülern Potenziale erkennen und diese im schulischen und außerschulischen Bereich gezielt fördern. Dabei soll die Individualität eines jeden Schülers im Mittelpunkt stehen und die Förderung sich an deren Persönlichkeitsprofilen orientieren.
In diesem Sinne beschreibt sich die Schloss-Schule Kirchberg als eine Schule der Person, die individuelle Wege zu einer weltoffenen Bildung anbietet.

## Schulisches Profil
Als staatlich anerkanntes, konfessionell ungebundenes Gymnasium ist die Schloss-Schule Kirchberg naturwissenschaftlich-technisch bzw. theaterpädagogisch ausgerichtet.
Ein weiterer Fokus liegt neben den Naturwissenschaften und der Kultur auf den Fremdsprachen.
In Kombination mit dem Unterricht gibt es weitere schulische Angebote, wie Hausaufgabenbetreuung, Förderkurse, Basiskurse oder auch Einzelnachhilfe/-förderung.

## Die „fabrik“
Die „fabrik“ ist das Kultur- und Werkstattzentrum der Schloss-Schule, das Anfang der 1980er Jahre entstand, als die ehemalige Skifabrik Benner erworben wurde, um Raum für den Werk- und Kunstunterricht, aber auch für öffentliche Aufführungen und Veranstaltungen zu gewinnen.
In der „fabrik“ gibt es für Kinder der Unterstufe Angebote zum Thema Technik und Töpfern oder auch eine Koch- und Theater-AG.
In unregelmäßigen Abständen finden dort auch öffentliche Vorträge, Konzerte und Theateraufführungen der Schule statt.

## Zusammensetzung der Schülerschaft
Die ca. 300 Schülerinnen und Schüler an der Schloss-Schule Kirchberg setzen sich aus rund 2/3 Ortsschülern aus Kirchberg und Umgebung und rund 1/3 Internatsschülern zusammen.
An der Schloss-Schule Kirchberg treffen sich Kinder und Jugendliche aus Deutschland, China, Spanien, Frankreich, Italien und anderen Ländern.

## Organisation & Träger

### Schloss-Schul-Verein
Der Schloss-Schul-Verein ist die Vereinigung der Altschüler, Eltern und Freunde der Schloss-Schule Kirchberg. Er soll den Zusammenhalt der ehemaligen Schülerinnen und Schüler fördern und unterstützt das Internatsgymnasium in Kirchberg ideell und materiell. Außerdem verleiht der Schloss-Schul-Verein Preise, fördert besondere Vorhaben und Projekte in Schule, Internat und „fabrik“ und vergibt jedes Jahr mehrere Stipendien, um die sich Schülerinnen und Schüler aus der ganzen Bundesrepublik bewerben können.

### Stiftung Schloss-Schule Kirchberg an der Jagst
Zweck der Stiftung ist die Führung der Schloss-Schule Kirchberg in mittelbarer bzw. unmittelbarer Trägerschaft. Sie soll laut ihrer Satzung das Ziel verfolgen, durch die Unterstützung der Arbeit in Schule und Internat, sowie die Förderung der Ausbildung der Schloss-Schüler, Kinder und Jugendliche zu weltoffenen, selbständigen und demokratischen Menschen zu erziehen. Die Stiftung, die durch den Stiftungsvorstand geleitet wird, verfolgt gemeinnützige Zwecke und wird bei ihren Aufgaben durch das Kuratorium beaufsichtigt und beraten.

### Mitgliedschaft
Die Schloss-Schule Kirchberg ist Gründungsmitglied des Internatsschulverbunds Die Internate Vereinigung (Nachfolgeorganisation der Vereinigung Deutscher Landerziehungsheime) und Mitglied im Verband Deutscher Privatschulen e.V. (VDP).

## Bekannte Schüler
- Kurt Lorenz (1914–1987), Künstler und Karikaturist
- Joachim Scholz (* 1962), Politiker (Abitur)
- Daniel Bullinger (* 1985), Politiker (Abitur)